# Amper
De Amper is een rivier die in Beieren aan de voet van de Alpen stroomt. Samen met de rivier de Ammer vormen ze samen een rivierstelsel, waarbij de Ammer de bovenloop tot aan de Ammersee is, en de Amper het vervolg van de rivier is. De Amper begint dus bij de Ammersee, en mondt uit in de Isar bij Moosburg an der Isar. De grootste rivieren die in de Amper uitmonden zijn de Glonn, de Würm en de Maisach.

## Geschiedenis
Oorspronkelijk werd de hele rivier Amper genoemd, maar vanaf de 14e eeuw heet het stroomgebied tot aan de Ammersee Ammer.
Sinds de 19e eeuw werd het natuurlijk verloop van de Ammer en Amper door verschillende maatregelen ter voorkoming van overstromingen beperkt. Ook de bouw van een waterkrachtcentrale beïnvloedde de flora en fauna van het stroomgebied. Om de gevolgen hiervan te beperken, zijn diverse delen van het stroomgebied aangewezen als beschermd natuurgebied.
- National Archives and Records Administration: 10038768
- Nationale Bibliotheek van Israël: 987007539029905171